# مصد

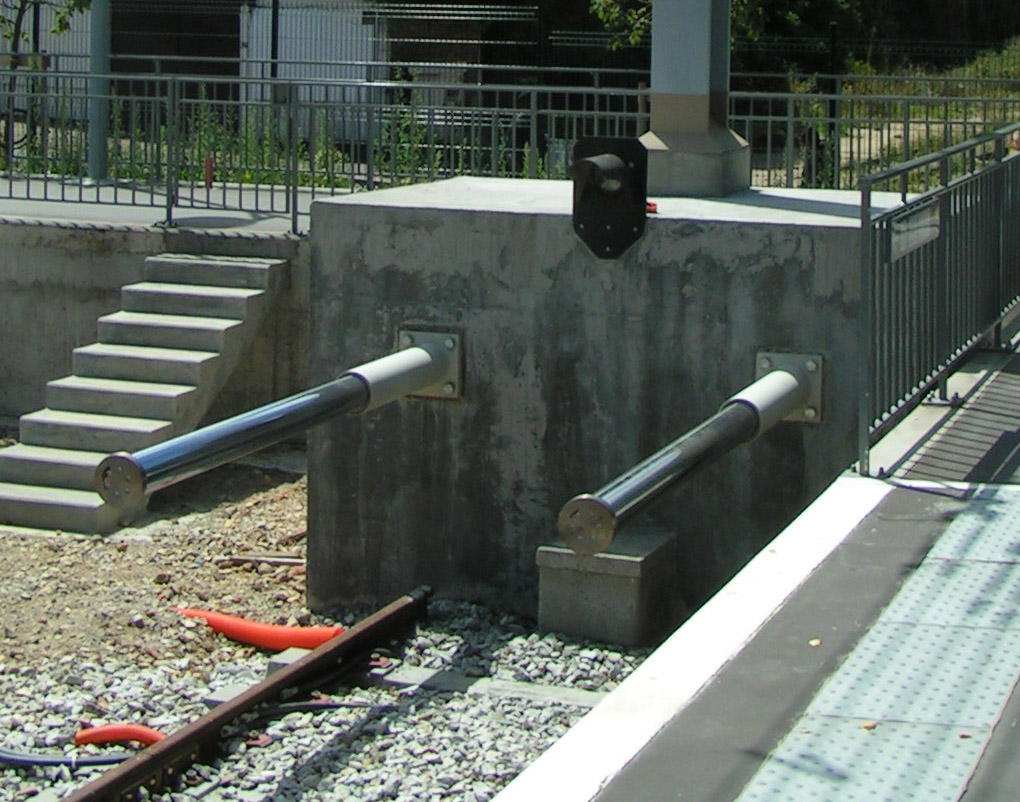
مصد بسكة حديدية بفرنسا

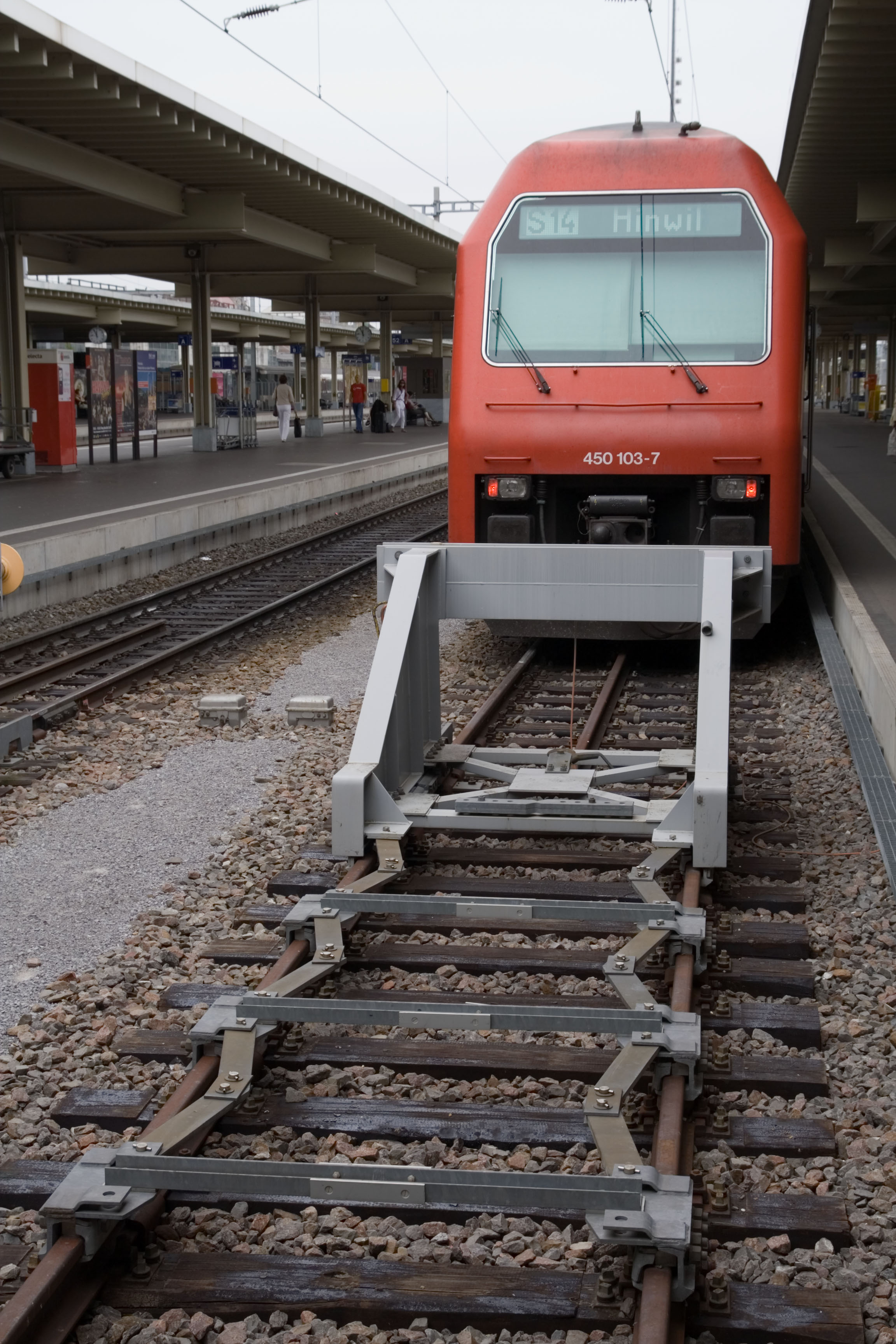
مصد بسكة حديدية بزوريخ

المِصدّ (بالإنجليزية: Buffer stop) هو أداة لمنع عربات القطار من اختراق نهاية خط السكة الحديدية أو الانحراف عنها.